# Kruger 60
Krueger 60 ist ein Doppelsternsystem in etwa 13 Lichtjahren Entfernung von der Sonne. Beide Komponenten sind Rote Zwerge, die sich in 44,6 Jahren gegenseitig umkreisen.
Der größere Primärstern trägt die Bezeichnung Krueger 60 A, der kleinere Sekundärstern die Bezeichnung Krueger 60 B (auch DO Cephei). Die Komponente A hat 27 % der Sonnenmasse und 35 % des Sonnenradius, die Komponente B etwa 18 % der Sonnenmasse und 24 % des Sonnenradius. Letztere ist ein unregelmäßiger Flare-Stern und verdoppelt innerhalb von acht Minuten typischerweise die Helligkeit und kehrt wieder zum Normalzustand zurück.
Beide Sterne sind durchschnittlich 9,5 AU voneinander entfernt, was in etwa der mittleren Entfernung von Saturn zur Sonne entspricht. Allerdings schwankt die gegenseitige Entfernung aufgrund der exzentrischen Umlaufbahn beider Sterne zwischen bis zu 5,5 AU im Periastron und bis zu 13,5 im Apastron.
Das System kreist innerhalb der Milchstraße in einer variierenden Entfernung vom Zentrum zwischen 7 und 9 Kiloparsec bei einer Bahnexzentrizität von 0,126 bis 0,130.

## Entfernung
Bestimmung der Entfernung für Krueger 60
| Quelle                             | Parallaxe (mas)             | Entfernung (pc)             | Entfernung (Lj)           | Entfernung (Pm)             |
| ---------------------------------- | --------------------------- | --------------------------- | ------------------------- | --------------------------- |
| Woolley et al. (1970)              | 253 ± 3                     | 3,95 ± 0,05                 | 12,89 ± 0,15              | 122 +1,5−1,4                |
| Gliese & Jahreiß (1991)            | 251,9 ± 2,3                 | 3,97 ± 0,04                 | 12,95 ± 0,12              | 122,5 ± 1,1                 |
| van Altena et al. (1995)           | 251,5 ± 3,7                 | 3,98 ± 0,06                 | 12,97 ± 0,19              | 122,7 ± 1,8                 |
| Perryman et al. (1997) (Hipparcos) | 249,52 ± 3,03               | 4,01 ± 0,05                 | 13,07 ± 0,16              | 123,7 ± 1,5                 |
| Perryman et al. (1997) (Tycho) (A) | 225,00 ± 25,60              | 4,4 +0,6−0,5                | 14,5 +1,9−1,5             | 137,1 +17,6−14              |
| Perryman et al. (1997) (Tycho) (B) |                             |                             |                           |                             |
| Söderhjelm (1999)                  | 247,5 ± 1,5                 | 4,04 +0,025−0,024           | 13,18 ± 0,08              | 124,7 ± 0,8                 |
| van Leeuwen (2007)                 | 249,94 ± 1,87               | 4,001 ± 0,03                | 13,05 ± 0,1               | 123,5 ± 0,9                 |
| RECONS TOP100 (2012)               | 248,06 ± 1,39               | 4,031 +0,023−0,022          | 13,15 ± 0,07              | 124,4 ± 0,7                 |
| Gaia DR2 (2018)                    | 249,39 ± 0,17 249,97 ± 0,74 | 4,001 ± 0,003 4,001 ± 0,012 | 13,07 ± 0,01 13,04 ± 0,04 | 123,66 ± 0,08 123,37 ± 0,36 |

Nicht trigonometrische Entfernungsbestimmungen sind kursiv markiert. Die präziseste Bestimmung ist fett markiert.

## Weiterführende Literatur
- James Kaler, Extreme Stars, Cambridge 2001, S. 32